# دو (فیلم ۱۹۷۴)
«دو» (انگلیسی: Two (1974 film)) یک فیلم است که در سال ۱۹۷۴ منتشر شد.